# Финале Светског првенства у фудбалу 1970.
Финале Светског првенства 1970. је била фудбалска утакмица између Бразила и Италије да би се одредио победник Светског првенства 1970. године. Ово је било прво финале у коме су се састала два бивша светска шампиона; Италија је претходно освојила Светско првенство 1934. и 1938. године, док је Бразил победио 1958. и 1962. године.
Пре завршног турнира у Мексику, Бразил је играо квалификационе мечеве против Колумбије, Венецуеле и Парагваја. Бразил је био далеко супериорнији, победио је у свих шест утакмица, постигао 23 гола и примио само два. У последњем мечу квалификација, Бразил је победио Парагвај са 1−0 и имао највећу званичну гледаност икада забележену за фудбалску утакмицу, са 183.341 посетилаца на стадиону Маракана. Укупно, бразилски тим је победио у свих 12 утакмица, постигавши 42 гола и примивши само осам.
Овом трећом победом после победа на Светском првенству 1958. и 1962, Бразил је постао најуспешнија фудбалска репрезентација света у то време, надмашивши Италију и Уругвај, који су имали по два шампионата. Трећа титула донела је Бразилу право да трајно задржи трофеј Жила Римеа; украден је 1983. док је био изложен у Рио де Жанеиру и никада није враћен. 38-годишњи бразилски тренер Марио Загало постао је први фудбалер који је освојио Светско првенство и као играч (1958, 1962) и тренер, као и други најмлађи тренер који је освојио Светско првенство, после Алберта Супичија 1930. године. Пеле је завршио своју играчку каријеру на Светском првенству као први троструки освајач овог такмичења.

## Утакмица

### Резиме
Бразил је први постигао гол, када је Пеле главом погодио на центаршут Ривелиња у 18. минуту. Роберто Бонинсења је изједначио за Италију након грешке у бразилској одбрани. У другом полувремену, ватрена моћ и креативност Бразила показали су се као превише за италијанску екипу која се држала свог опрезног одбрамбеног система. Жерсон је снажно шутирао за други гол, а затим је помогао да се постигне трећи, дугим слободним ударцем за Пелеа који је спустио лопту Жаирзињу. Пеле је завршио свој сјајан учинак тако што је извукао италијанску одбрану у центар и пронашао капитена Карлоса Алберта на десном боку, који је поставио коначан резултат. Гол Карлоса Алберта, после серије потеза бразилског тима са лева на центар, сматра се једним од најбољих голова икада постигнутих у историји турнира.
Укупно седам теренских играча из Бразила додавало је лопту све док је капитен Карлос Алберто није закуцао у угао италијанског гола након додавања Пелеа преко италијанског шеснаестерца, подстакнутог Тостаом, који је леђима окренут голу рекао Пелеу да је Алберто улазио на десни бок. Тостао је започео потез пет метара од леве стране бразилског шеснаестерца, а затим је претрчао дужину терена до италијанског петерца не додирујући поново лопту да би рекао Пелеу да дода лопту Алберту. Играчи укључени у додавања по редоследу били су Тостао, Брито, Клодоалдо, Пеле и Жерсон. Клодоалдо је победио четворицу италијанских играча на својој половини пре него што је додао Ривелињу, који је погодио савршен пас низ крило до Жаирзиња. Жаирзињо је са крила прешао у центар шеснаестерца до Пелеа, који је држао лопту и одиграо пас за Алберта. Једини спољни играчи који нису били укључени у овај потез били су Евералдо и Пјаца. Године 2002, јавност у Великој Британији је сместила је овај гол на 36. место листе 100 најбољих спортских тренутака.

### Детаљи
| Бразил                                                    | 4–1      | Италија       |
| --------------------------------------------------------- | -------- | ------------- |
| Пеле 18’ · Жерсон 66’ · Жаирзињо 71’ · Карлос Алберто 86’ | Извештај | Бонинсења 37’ |

| Бразил | Италија |

| Г            | 1  | Феликс             |     |
| О            | 4  | Карлос Алберто (к) |     |
| О            | 2  | Брито              |     |
| О            | 3  | Пјаца              |     |
| О            | 16 | Евералдо           |     |
| С            | 5  | Клодоалдо          |     |
| С            | 8  | Жерсон             |     |
| Н            | 7  | Жаирзињо           |     |
| Н            | 11 | Ривелињо           | 45’ |
| Н            | 9  | Тостао             |     |
| Н            | 10 | Пеле               |     |
| Измене:      |    |                    |     |
| Г            | 12 | Адо                |     |
| О            | 6  | Марко Антонио      |     |
| О            | 15 | Фонтана            |     |
| О            | 18 | Кажу               |     |
| О            | 13 | Роберто            |     |
| Селектор:    |    |                    |     |
| Марио Загало |    |                    |     |

| Г                | 1  | Енрико Албертози   |     |     |
| О                | 2  | Тарчизио Бурњич    | 27’ |     |
| О                | 8  | Роберто Розато     |     |     |
| О                | 5  | Пјерлуиђи Чера     |     |     |
| О                | 3  | Ђакинто Факети (к) |     |     |
| С                | 10 | Марио Бертини      |     | 74’ |
| С                | 16 | Ђанкарло де Систи  |     |     |
| С                | 13 | Анђело Доменгини   |     |     |
| С                | 15 | Сандро Мацола      |     |     |
| Н                | 20 | Роберто Бонинсења  |     | 84’ |
| Н                | 11 | Луиђи Рива         |     |     |
| Измене:          |    |                    |     |     |
| Г                | 12 | Дино Зоф           |     |     |
| О                | 4  | Фабрицио Полети    |     |     |
| С                | 21 | Ђузепе Фурино      |     |     |
| С                | 18 | Антонио Јулијано   |     | 74’ |
| С                | 14 | Ђани Ривера        |     | 84’ |
| Селектор:        |    |                    |     |     |
| Феручо Валкаређи |    |                    |     |     |

| Помоћне судије: Рудолф Шојрер (Швајцарска) Анхел Норберто Коереца (Аргентина) | Правила - 90 минута - 30 минута продужетка ако је потребно - Доигравање ако је и даље нерешено - Наведено је пет измена, од којих се две могу користити |